# 奥尔特温·赫斯
奥尔特温·赫斯（德語：Ortwin Hess，1966年—）是德国出生的理论物理学家，在都柏林三一学院和伦敦帝国理工学院从事凝聚态光学研究。他将凝聚态理论和量子光学联系起来，专攻量子纳米光子学、等离子体学、超材料和半导体激光动力学。自1980年代后期以来，他是300多篇同行评审文章的作者或共同作者，其中最受关注的论文《彩虹陷阱——超材料中光的存储》被引用超过800次。他开创了增强增益纳米等离子体和具有量子增益的超材料，并在2014年提出了“停光激光”原理，作为实现无腔纳米激光和放大表面等离子体激元定位的新途径。截止2021年8月他的H指数为52。

## 简历
赫斯毕业于埃朗根-纽伦堡大学和柏林工业大学。1995年到2003年，他在爱丁堡大学和马尔堡大学做博士后，1997年成为德国斯图加特技术物理研究所的职员。1998年，他成为斯图加特大学物理系兼职教授，随后还成为芬兰坦佩雷理工大学光学临时教授。1997年到1998年，他是斯坦福大学的客座教授，1999-2000年是慕尼黑大学的客座教授。2012年7月，他成为阿贝光子学院的客座教授。赫斯目前担任伦敦帝国理工学院超材料Leverhulme主席，并且是等离子体和超材料中心的联合主任。

## 研究
赫斯在研究超材料中的慢光时发现并阐释了“彩虹陷阱”原理，根据该原理，光脉冲的组成颜色在超材料（或等离子体）异质结构内的不同点完全静止。他开创了具有量子增益的活性超材料，提出了自组织纳米等离子体超材料中的光学手性理论，并最近提出了“停光激光”作为实现无腔纳米激光和定位放大的表面等离极化激元 (SPP) 的新途径。
赫斯关注慢光和停光，目的是获得对光信号更好的控制，这种控制伴随着光与物质之间具有极强非线性效应的相互作用。另一个目标则是制造采取新架构来处理量子信息的光量子存储器。使用具有正折射率的传统介电材料，不可能完全“停止”行进的光信号，尤其是因为结构无序的存在。这是一个重要的观察结果，赫斯根据他对半导体量子点中的慢光及其接近光子晶体中停止光点的自发发射动力学的广泛研究得了这个结论。赫斯从理论上表明，克服传统介质这一基本限制的一种方法是使用纳米等离子体波导结构。
赫斯还对半导体激光器的时空和非线性动力学以及计算光子学研究做出了贡献。他的小组开发的算法和代码在高性能并行计算机上运行，并已被用于阐明现代纳米物理学的各个方面，从纳米级系统中的温度定义，到实验实现的量子点半导体光放大器中超短脉冲的优化。2011年以来，赫斯提出了手性纳米等离子体超材料中的光学活性理论，为自组织金超材料中的可调性实验提供了解释。
最近赫斯开始研发“元激光”，并提出“停光纳米激光”的概念。这利用并结合了他在纳米等离子体超材料、量子光子学和半导体激光器方面的研究。最初，这项工作的动机是通过引入增益来补偿超材料中的耗散损失。但是后来，他的目标是实现一类新的超快“停光纳米激光器”，其具有前所未有的设计特征，例如比波长的五分之一还要小、超快、且提供了一个集成光和放大等离子体激元的平台， 以实现与电信半导体芯片的纳米级集成。

## 拓展阅读
1. Hamm, J. M., & Hess, O. (2013). Two Two-Dimensional Materials are Better Than One, Science 340, 1298–1299.
2. Pusch, A., Wuestner, S., Hamm, J. M., Tsakmakidis, K. L., & Hess, O. (2012). Coherent Amplification and Noise in Gain-Enhanced Nanoplasmonic Metamaterials: A Maxwell-Bloch Langevin Approach. ACS Nano, 6, 2420–2431.
3. Hamm, J. M., Wuestner, S., Tsakmakidis, K. L., & Hess, O. (2011). Theory of light amplification in active fishnet metamaterials. Phys Rev Lett, 107, 167405.
4. Wuestner, S., Pusch, A., Tsakmakidis, K. L., Hamm, J. M., & Hess, O. (2010). Overcoming losses with gain in a negative refractive index metamaterial. Phys Rev Lett, 105, 127401.
5. Hess, O. (2008). Optics: Farewell to flatland. Nature, 455, 299–300.
6. Bohringer, K., & Hess, O. (2008). A full-time-domain approach to spatio-temporal dynamics of semiconductor lasers. I. Theoretical formulation. Prog Quant Electron, 32, 159–246.
7. Ruhl, T., Spahn, P., Hermann, C., Jamois, C., & Hess, O. (2006). Double-inverse-opal photonic crystals: The route to photonic bandgap switching. Adv Funct Materials, 16, 885.
8. Gehrig, E., Hess, O., Ribbat, C., Sellin, R. L., & Bimberg, D. (2004). Dynamic filamentation and beam quality of quantum-dot lasers. Appl Phys Lett, 84, 1650.